# Ebino
Ebino (jap. えびの市, -shi) ist eine japanische Stadt in der Präfektur Miyazaki auf der südjapanischen Insel Kyūshū.

## Geographie
Ebino liegt nördlich von Kirishima und westlich von Miyakonojō.

## Geschichte
Die Stadt wurde am 1. Dezember 1970 gegründet.

## Verkehr
- Straßen:
  - Kyūshū-Autobahn
- Zug:
  - JR Hisatsu-Linie: nach Yatsushiro und Kirishima
  - JR Kitto-Linie: nach Miyakonojō

## Angrenzende Städte und Gemeinden
- Präfektur Miyazaki
  - Kobayashi
  - Nishiki
  - Asagiri
- Präfektur Kumamoto
  - Hitoyoshi
- Präfektur Kagoshima
  - Ōkuchi
  - Kirishima
  - Yūsui

## Sonstiges
In der Nähe von Ebino befindet sich ein Längstwellensender zur Übermittlung von Nachrichten an getauchte U-Boote.

## Weblinks

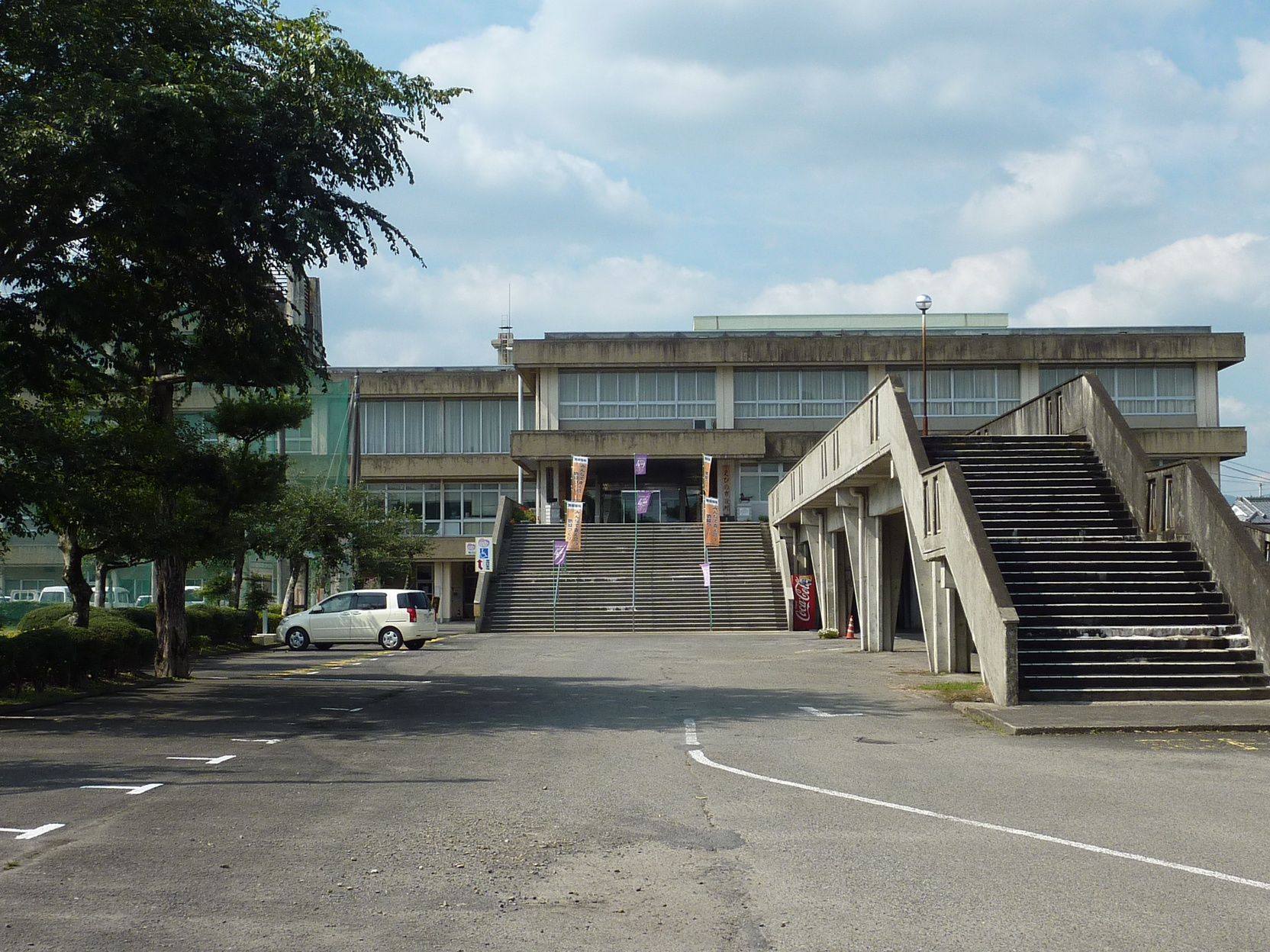
Rathaus von Ebino